# Mond'Arverne Communauté
La communauté de communes Mond'Arverne Communauté est une structure intercommunale française, située dans le département du Puy-de-Dôme en région Auvergne-Rhône-Alpes.

## Historique
Le premier projet de schéma départemental de coopération intercommunale (SDCI) du Puy-de-Dôme, dévoilé en octobre 2015, proposait la fusion des communautés de communes Allier Comté Communauté, Gergovie Val d'Allier Communauté et des Cheires,. Il est confirmé en mars 2016.
La fusion de ces trois communautés de communes est prononcée par l'arrêté préfectoral no 16-02734 du 1er décembre 2016. La structure intercommunale prend le nom de « Mond'Arverne Communauté ».
Un arrêté préfectoral du 20 décembre 2019 autorise l'adhésion de Saulzet-le-Froid à la communauté de communes Dômes Sancy Artense à compter du 1er janvier 2020, ce qui entraîne son retrait de Mond'Arverne Communauté et de cinq syndicats intercommunaux.

## Territoire communautaire

### Géographie
La communauté de communes Mond'Arverne Communauté est située au centre du département du Puy-de-Dôme, au sud de l'agglomération clermontoise.

### Composition
La communauté de communes est composée des vingt-sept communes suivantes :

| Nom                      | Code Insee | Gentilé            | Superficie (km2) | Population (dernière pop. légale) | Densité (hab./km2) |
| ------------------------ | ---------- | ------------------ | ---------------- | --------------------------------- | ------------------ |
| Veyre-Monton (siège)     | 63455      | Montonnais         | 12,11            | 3 698 (2022)                      | 305                |
| Authezat                 | 63021      | Authezatois        | 5,79             | 661 (2022)                        | 114                |
| Aydat                    | 63026      | Aydatois           | 50,22            | 2 548 (2022)                      | 51                 |
| Busséol                  | 63059      | Busséolais         | 5,68             | 221 (2022)                        | 39                 |
| Chanonat                 | 63084      | Chanonatois        | 12,7             | 1 715 (2022)                      | 135                |
| Corent                   | 63120      | Corentais          | 2,68             | 782 (2022)                        | 292                |
| Cournols                 | 63123      | Cournolais         | 10,76            | 230 (2022)                        | 21                 |
| Le Crest                 | 63126      | Crestois           | 6,84             | 1 300 (2022)                      | 190                |
| Laps                     | 63188      | Lapsois            | 7,09             | 597 (2022)                        | 84                 |
| Manglieu                 | 63205      | Manglioquais       | 21,09            | 472 (2022)                        | 22                 |
| Les Martres-de-Veyre     | 63214      | Martrois           | 9,28             | 3 786 (2022)                      | 408                |
| Mirefleurs               | 63227      | Mirefleuriens      | 9,05             | 2 336 (2022)                      | 258                |
| Olloix                   | 63259      | Olloisiens         | 11,92            | 325 (2022)                        | 27                 |
| Orcet                    | 63262      | Orcetois           | 5,99             | 2 867 (2022)                      | 479                |
| Pignols                  | 63280      |                    | 9,29             | 340 (2022)                        | 37                 |
| La Roche-Blanche         | 63302      | La Roche-Blanchois | 11,6             | 3 373 (2022)                      | 291                |
| La Roche-Noire           | 63306      | Rocanigrains       | 3,07             | 630 (2022)                        | 205                |
| Saint-Amant-Tallende     | 63315      | Saint-Amantois     | 4,97             | 1 811 (2022)                      | 364                |
| Saint-Georges-sur-Allier | 63350      | Saint-Georgeois    | 9,42             | 1 352 (2022)                      | 144                |
| Saint-Maurice            | 63378      | Mauriciens         | 5,4              | 990 (2022)                        | 183                |
| Saint-Sandoux            | 63395      | Sandoliens         | 9,84             | 996 (2022)                        | 101                |
| Saint-Saturnin           | 63396      | Saturninois        | 16,86            | 1 167 (2022)                      | 69                 |
| Sallèdes                 | 63405      | Salledois          | 18,81            | 566 (2022)                        | 30                 |
| La Sauvetat              | 63413      | Sauvetatois        | 7,98             | 725 (2022)                        | 91                 |
| Tallende                 | 63425      | Tallendais         | 5,99             | 1 565 (2022)                      | 261                |
| Vic-le-Comte             | 63457      | Vicomtois          | 18,09            | 5 336 (2022)                      | 295                |
| Yronde-et-Buron          | 63472      | Yrondois           | 14,79            | 643 (2022)                        | 43                 |

### Démographie
| 1968   | 1975   | 1982   | 1990   | 1999   | 2010   | 2015   | 2021   |
| ------ | ------ | ------ | ------ | ------ | ------ | ------ | ------ |
| 17 940 | 21 244 | 26 416 | 31 219 | 34 475 | 38 555 | 39 553 | 40 804 |

## Administration

### Siège
Le siège de la communauté de communes est situé dans la zone d'activité Pra de Serre, à Veyre-Monton.

### Les élus
La communauté de communes est gérée par un conseil communautaire composé de 55 membres représentant chacune des communes membres.
Leur répartition a été fixée par l'arrêté préfectoral no 19-01835 du 9 octobre 2019 :
| Nombre de délégués | Communes                                             |
| ------------------ | ---------------------------------------------------- |
| 7                  | Vic-le-Comte                                         |
| 5                  | Les Martres-de-Veyre, La Roche-Blanche, Veyre-Monton |
| 4                  | Orcet                                                |
| 3                  | Aydat, Mirefleurs                                    |
| 2                  | Chanonat, Saint-Amant-Tallende, Tallende             |
| 1 (+ 1 suppléant)  | les 17 autres communes                               |

### Présidence
| Période                                  | Période                       | Identité     | Étiquette | Qualité                              |
| ---------------------------------------- | ----------------------------- | ------------ | --------- | ------------------------------------ |
| Les données manquantes sont à compléter. |                               |              |           |                                      |
| janvier 2017                             | En cours (au 17 juillet 2020) | Pascal Pigot | PS        | maire des Martres-de-Veyre (2008 → ) |

### Compétences
L'intercommunalité exerce des compétences qui lui sont déléguées par les communes membres.
À sa création, elle exerçait quatre compétences obligatoires, quatre optionnelles et dix « supplémentaires ». Une cinquième compétence obligatoire devant être exercée par une communauté de communes au 1er janvier 2018, les statuts de Mond'Arverne sont modifiés en conséquence par l'arrêté préfectoral no 17-02550 du 21 décembre 2017 :
Compétences obligatoires
- Actions de développement économique
- Aménagement de l'espace pour la conduite d'actions d'intérêt communautaire
- Aménagement, entretien et gestion des aires d'accueil des gens du voyage
- Collecte et traitement des déchets ménagers et assimilés
- Gestion des milieux aquatiques et prévention des inondations (à partir du 1er janvier 2018[9])

Compétences optionnelles
- Protection et mise en valeur de l'environnement (et soutien aux actions de maîtrise de la demande d'énergie)[9]
- Politique du logement et du cadre de vie
- Création, aménagement et entretien de la voirie[9]
- Construction, entretien et fonctionnement d'équipements culturels et sportifs d'intérêt communautaire et d'équipements de l'enseignement pré-élémentaire et élémentaire d'intérêt communautaire
- Action sociale d'intérêt communautaire
- Eau[9]

Compétences facultatives (ou « supplémentaires »)
- Actions dans le domaine touristique (valorisation touristique des sites touristiques du plateau de Gergovie et du Val d'Allier, etc.)
- Mobilité (aires de covoiturage)
- Éclairage public
- Culture
- Périscolaire

### Régime fiscal et budget
La communauté de communes applique la fiscalité professionnelle unique.
Elle dispose d'un budget de 27,4 millions d'euros, voté en avril 2017 (20,4 millions en fonctionnement et 7 millions en investissement).
Par l'arrêté préfectoral no 17-02551 du 21 décembre 2017, la communauté de communes est éligible à la dotation globale de fonctionnement bonifiée à compter du 1er janvier 2018.

## Projets et réalisations
Mond'Arverne Communauté a porté le projet du musée archéologique de la bataille de Gergovie, qui a ouvert en octobre 2019 sur le plateau de Gergovie.